# Rover 75

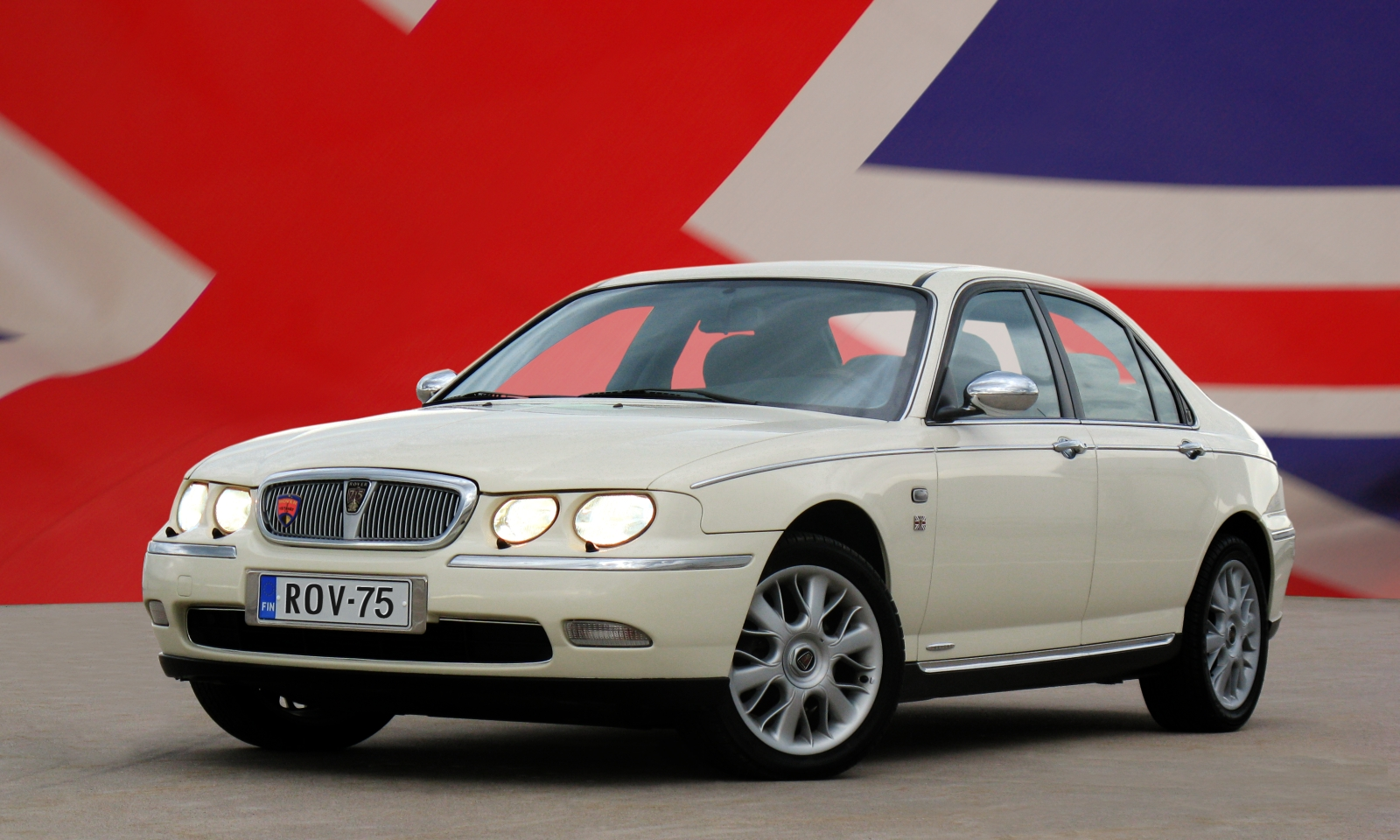
Rover 75

Rover 75 var en engelsk bil, tillverkad av MG-Rover under åren 1999-2005. Möten kom till under den tid då Rover ägdes av BMW och modellen delar också några komponenter med BMW 5-serie och 3-serien. Modellen fanns i ett flertal varianter med bensinmotorer på 1,8 till 4,6 liter och även med modifierade dieselmotorer från BMW.  
Efter att BMW sålt märket kom en Tourer-modell (kombi) 2001. År 2004 ansiktslyftes den, men många hann inte tillverkas av denna version innan Rover 2005 gick i konkurs och tillverkningen upphörde. Från 2002 till 2005 såldes den också i en trimmad och sportmodifierad version, kallad MG ZT. Toppmodellen hade en V8 från Ford Mustang och bakhjulsdrift. Alla övriga modellar var framhjulsdrivna, prototyper med fyrhjulsdrift fans och skulle kommit som 2006 års modell tillsammans med många andra uppdateringar. 
Efter att kinesiska Nanjing Automobile Group köpte företaget spekulerades det om en återupptagen tillverkning av en snarlik modell under slutet av 2006. Dessutom köpte ett annat kinesiskt bolag, Shanghai Automotive Industry Corporation (SAIC), licensrättigheterna till konstruktionen av Rover 75. SAIC skapade varumärket Roewe och mellan 2006 och 2016 tillverkades modellen under namnet Roewe 750. År 2008 lanserade SAIC bilen i Peru och Chile under namnet MG 750.
Rover 75 är också namnet på en äldre variant (Rover P4) som tillverkades på 1950-talet.